# En Københavnstur
En Københavnstur er en dansk børnefilm fra 1945, der er instrueret af Erik Fiehn efter manuskript af Poul Feldthusen.

## Handling
Filmen fortæller om et hold børn fra en landsbyskole, der er på besøg i København. Børnene indkvarteres på Fregatten Jylland og beser hovedstaden under kyndig vejledning, alt sammen arrangeret af Foreningen til Provinsbørns Ferieophold i Hovedstaden.